# Château de Hasselbrouck
Ne doit pas être confondu avec Hazebrouck.
Le château de Hasselbrouck (en néerlandais, kasteel Hasselbroek) est situé dans le village de Hasselbrouck dans la section de Goyer. Le château est localisé au cœur de la Hesbaye (Belgique), sur la frontière linguistique.
Le château, classé depuis 1974, comprend des décors en stuc. Il se présente comme une construction en U composée d’une aile de style mosan (construite vers 1620) à laquelle fut accolée vers 1770 une construction néo-classique. L’aile gauche est constituée par le koetshuis et les dépendances. 
Le château fut érigé par la famille de Bormans de Hasselbrouck et amélioré par un des descendants, Jean-Henri (1706-1774), tréfoncier de Saint-Lambert dès 1733, prévôt de la collégiale Notre-Dame de Huy, official de Liège et surtout conseiller privé du prince-évêque de Liège Velbrück.
C'est l'architecte liégeois Jacques-Barthélemy Renoz qui construisit la partie néo-classique du château en 1770. Il érigea notamment la salle de jeux du Waux-Hall de Spa de 1769 à 1771, l’Hôtel de ville de Verviers (1775-1780) et à la fin de sa vie la Société Littéraire à Liège avec son fils.
Il appartient depuis 1841 à la famille du sénateur Jamar, qui fut maître de forge et bourgmestre de Ans. 
Actuellement, c’est Charles Sagehomme qui assure la préservation du château. La Mezo Art Foundation, qui prendra place dans l'aile gauche du château, soutiendra la promotion de jeunes artistes et créateurs en leur permettant d’exposer leurs œuvres dans les dépendances spécialement aménagées à cet effet.
L’histoire du château a toujours été intimement liée à l’art, d’une part par les artistes qui ont travaillé à sa construction et à sa décoration, mais également par ses occupants tels que :
- Emma Jamar (1883-1967), artiste peintre et nièce du peintre Armand Jamar,
- Le chanoine Bormans, conseiller du Prince-Évêque François-Charles de Velbrück, grand défenseur des arts,
- Mozart qui séjourna une nuit au château en 1763 lors de sa tournée en Europe,
- L’aviateur Louis Blériot qui y atterrit en détresse,
- L'artiste contemporain belge Augustin Sagehomme[1]. (1987), membre de la famille à qui appartient actuellement le château, et son concept exclusif Deer.I.am[2]
- La Maison de mode VERCOUR[3] y a établi ses quartiers généraux
- Les Ateliers de la Maison de maroquinerie VENEOR[4] sont présents dans l'aile gauche du château

Les cosaques séjournèrent au château de Hasselbrouck la veille de la bataille de Waterloo et « sabrèrent » dans les toiles murales.